# Слободан Стојадиновић
Слободан Стојадиновић (Ниш, 2. мај 1948 — Београд, 11. април 2011) био је српски песник, приповедач, ликовни и књижевни критичар.

## Биографија
Основну школу завршио је у Каменици, код Ниша, гимназију у Нишу, а Факултет политичких наука у Београду 1979. где је живео до 1997. године. Уређивао је књижевност у „Панпублику“, „Научној књизи“, „Хипносу“, покренуо календар „Хипнос“, био члан редакције Српског књижевног гласника (1992 – 1997), покретач и главни и одговорни уредник часописа „Слава“, који је излазио у Нишу (2002 – 2004), а потом покретач и главни уредник „часописа за причу и приче о причама“ „Прича“ , од 2007. до смрти. Био је и уредник у неколико издавачких кућа у Београду.
Заступљен је у бројним изборима и антологијама српске поезије у земљи и иностранству.
Песме су му преведене на италијански, бугарски, немачки, француски, хебрејски, енглески и македонски језик.
Био је један од последњих српских боема песника.

## Спомен табла на школи у Каменици
На улазу у Основну школу Стеван Синђелић у Каменици, коју је похађао Слободан Стојадиновић Чуде, иницијативом Друштва књижевника и књижевних преводилаца Ниша и уз подршку Града Ниша, 2021. године је постављена спомен-табла  коју је са ученицима школе открио  Далибор Поповић Поп, тадашњи председник Друштва.

## Награде
- Награда „Лазар Вучковић”, 1998.
- Награда „Драинац”, 2002.
- Награда „Милан Ракић”, за књигу Крчанов блок, 2010.

## Дела

### Књиге песама
- Временик, Ниш, 1973.
- Темељник, Ниш, 1978.
- Понорник, Београд, 1985.
- Данајски дарови, Београд, 1987.
- Карарука, Београд, 1990.
- Чудеова певања, Београд, 1992.
- Полицијски час, Београд, 1994.
- Бројање до један, Београд, 1999.
- Униније, Београд, 2002.
- Можданик, Београд, 2003.
- Распасана команда, Београд, 2006.
- Крчанов блок, Београд, 2009.

### Изабране песме
- , на италијанском, Бари, 1992.
- Песме, Ниш, 1996.
- Данаиске дарове, на бугарском, Софија, 1996.
- Рапсодија страха, Београд, 1998.
- Бројање до један, Београд, 2010.

### Приповетке
- Кротитељи ваздуха, Ниш, 2000.
- Невечерњи дан, Београд, 2007.

### Антологије
- Чегарски венац, Београд, 1996. и 2009.
- Драинчева споменица, Београд, 1999.
- Венац за Достојевског, Подгорица, 2005.
- Споменица Бранислава Петровића, Београд, 2010.